# سرالمفارجة (حرض)

تعديل مصدري - تعديل

سرالمفارجة هي إحدى قرى عزلة الفج بمديرية حرض التابعة لمحافظة حجة، بلغ تعداد سكانها 438 نسمة حسب تعداد اليمن لعام 2004.